# Томос до Флавіана

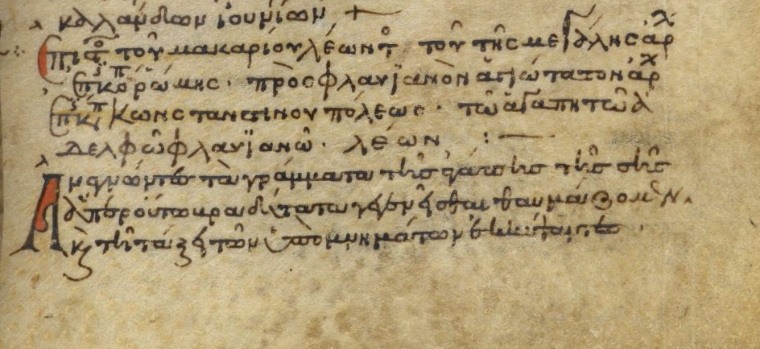
Томос Лева до Флавіана. Грецький рукопис 1111 року. Британська бібліотека.

Томос до Флавіана ( лат. Tomus ad Flavianum, Epistola ad Flavianum) — догматичне послання папи римського Лева I (440—461) до константинопольського патріарха Флавіана (447—449), написане в червні 449 року у зв'язку зі вченням архімандрита Євтихія.
У цьому посланні, в написанні якого взяв участь секретар папи Проспер Аквітанський, сформульовано вчення про дві природи Ісуса Христа, божественну та людську та про їхнє поєднання в одній особі. У томосі йдеться також про дві волі та дві енергії. Томос став програмним документом православної церкви в боротьбі з монофізитством. У Libellus Hormisdae, яку після завершення Акакіанської схизми 519 року мав підписати кожен єпископ, особливо наголошувалося на вірності посланням Лева I, зокрема Томосу.
Хоча попередники Лева I були авторами численних послань, вони не містили докладних міркувань щодо богословських питань. Послання Лева дозволяють вважати його першим богословом на римській катедрі. Томос став одним із найважливіших віровчительних документів, унаслідок чого значно зріс авторитет папи на Сході. Велике значення, яке надавали Томосу, незабаром породило легенди про його майже надприродне походження. Легенда, яку виклав Іоанн Мосх, про те, як папа поклав Томос на гробницю святого Петра, попросивши його виправити, якщо там є помилки, і через сорок днів отримав відповідь від апостола: «Прочитав і виправив», була відомою навіть у Стародавній Русі.
Томос зачитано і схвалено на Халкедонському соборі 451 року. Відповідно, сучасні нехалкедонські церкви, відкидаючи Халкедонський собор, відкидають і Томос. У наступні століття Томос отримав позитивну оцінку на низці церковних соборів, а Отці Церкви V—VIII століть, такі як Анастасій Синаїт, Максим Сповідник та Іван Дамаскин, часто цитували його в своїх догматичних творах.

## Думка давньосхідних церков
Суть Томоса папи Лева можна звести до бажання показати самоочевидність сповідання двох природ у Христі, при тому, що Він є однією особою. Відмінність учення папи, порівняно з грецькими дохалкедонськими системами, в тому, що він писав латиною, а тому використовував латинську термінологію, яка після прийняття греками так званої «кападокійської реформи» не збігалася з термінологією грецькою. Для греків їхній термін «іпостась» співвідносився з поняттям «обличчя», а для латинян їхній аналог іпостасі «субстанція» співвідносилася з поняттям «сутність», тому Лев просто не міг допомогти грекам у їхній суперечці про кількість у Христі іпостасей. Разом з тим, неможливість використання в латинському тексті улюбленого греками поняття іпостасі призвело до того, що Лев прямо назвав «двома природами» те, що несторіани називали «двома іпостасями»:
«Кожна з двох природ у поєднанні з іншою діє так, як їй властиво: Слово робить властиве Слову, а плоть виконує властиве плоті».
Те, що Слово (Бог Син) є не божественним обличчям (для греків ще й іпостассю), а «природою», є богословською революцією, яку здійснив Лев. Але цим унікальність томосу не закінчується. Лев не просто перейменував «іпостасі» на «природи», а й зробив «природи» суб'єктами дії. Але все стає на свої місця, якщо розуміти, що під «природою» Лев має на увазі те, що Несторій мав на увазі під «іпостассю». Саме це вчення Лева про дві дієві природи згодом спровокувало новий виток конфлікту, коли в Церкві сьомого століття почали сперечатися вже про кількість у Христі дій і воль. Адже, якщо суб'єкт дії та волі не Сам єдиний Христос, як іпостась Бога Слова втіленого, а суб'єкти дії та волі у Христі природи, то, звичайно ж, у Христі з двох природ дві дії та дві волі.